# La danaide
La danaide es una escultura que derivó de un alma maldita que se encuentra en el proyecto más importante del escultor francés Auguste Rodin (1840-1917): La puerta del infierno. La figura femenina es retomada de Andrómeda que aparece en cada una de las hojas de la puerta, a la derecha, cerca de Día, y a la izquierda, como parte de Genio alado que cae. Originalmente, Rodin concibió a La danaide como parte de La puerta del infierno, ésta no fue parte de la versión final

## Concepción

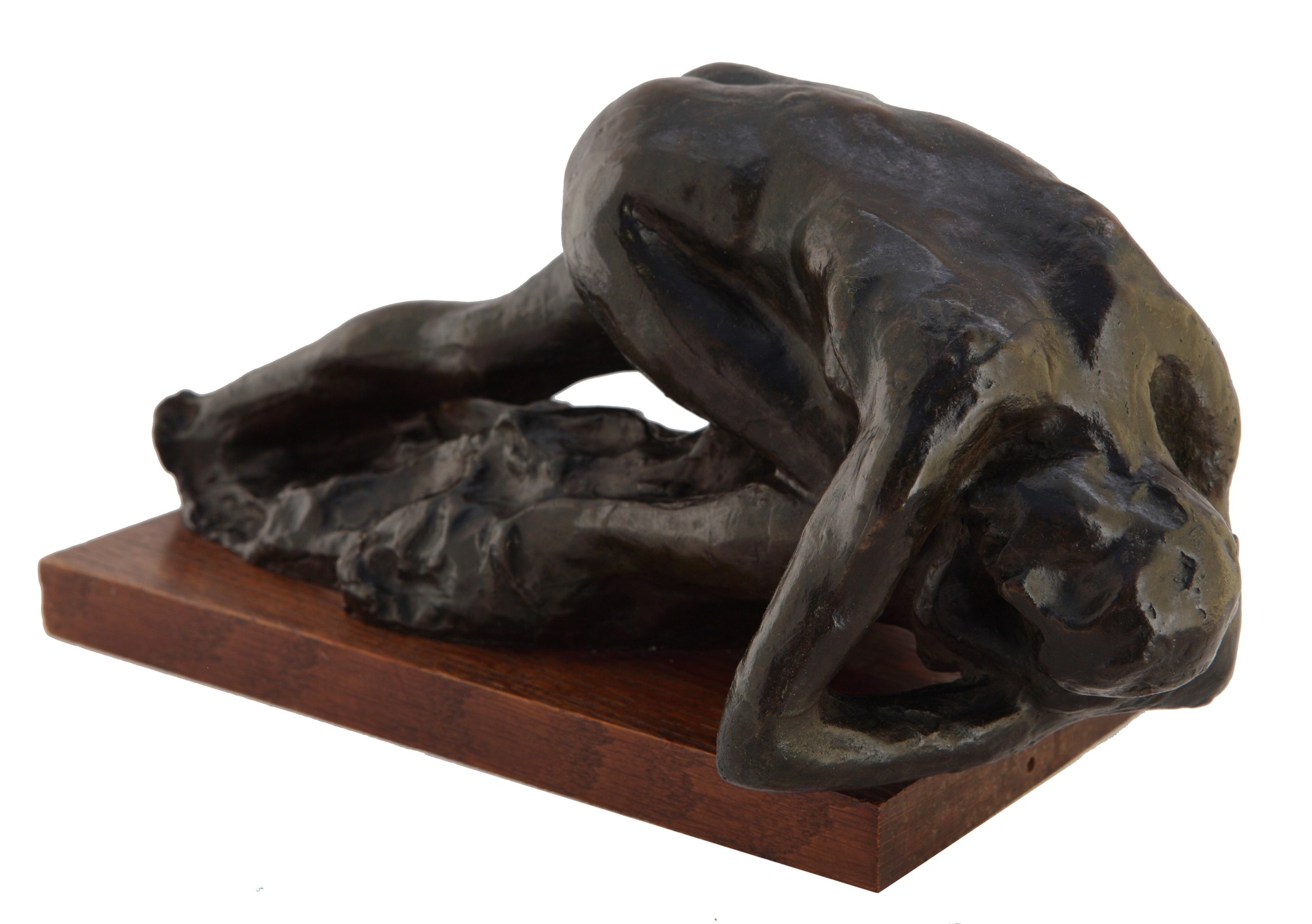
Estudio para la Danaide. Museo Nacional de Bellas Artes (Argentina) en Buenos Aires, Argentina

La escultura está inspirada en tres obras literarias importantes: La divina comedia de Dante Alighieri, Las flores del mal de Baudelaire y Las metamorfosis de Ovidio, Rodin toma de referencia esta última para hablar de Hipermnestra, la hermana mayor de las cincuenta hijas del rey Dánao, Rey de Argos, ya que fue la única que decidió no matar a su cónyuge a pesar de que así se lo había encargado su padre. En castigo por esta acción, ella y sus hermanas fueron condenadas a llenar con agua vasijas sin fondo.
Con un realismo fantástico Rodin nos muestra a una mujer arrepentida, la cual tendiendo su cuerpo totalmente desnudo sobre la roca representa a una mártir sensual que tendrá que cumplir con su condena eterna, la postura de ella nos muestra de igual manera la tensión de todo su cuerpo, los músculos contrariados de la espalda, la parte del torso exacerbado y los huesos de su columna vertebral expuestos nos da la sensación de que se encuentra totalmente arrepentida y humillada. Su largo cabello cae suavemente y cubre gran parte del rostro el cual no es necesario observar ya que como su creador creía, el cuerpo muchas veces es más expresivo que el propio rostro. El agua vertida debajo de ella nos permite recordar que los cántaros vacíos nunca podrán llenarse y que por lo tanto será un castigo interminable.
La historia que converge al artista con la escultora Camille Claudel también es relevante ya que ella no solo fue su alumna y colaboradora sino también tuvo una relación sentimental con el maestro razón por la cual algunos investigadores como Monique Laurent creen que posiblemente haya sido la modelo para esta gran obra, sin embargo las investigaciones del museo Rodin descartan esta posibilidad además de que ciertos autores notan que no hay ninguna verificación de este hecho.